# Arenzana de Abajo
Arenzana de Abajo település Spanyolországban, La Rioja autonóm közösségben. Arenzana de Abajo Nájera, Tricio, Arenzana de Arriba és Camprovín községekkel határos. Lakosainak száma 263 fő (2024).

## Népesség
A település népessége az elmúlt években az alábbi módon változott:
| Lakosok száma | 301  | 265  | 261  | 291  | 264  | 243  | 239  | 230  | 267  | 263  |
|               | 2001 | 2004 | 2007 | 2009 | 2012 | 2014 | 2017 | 2019 | 2022 | 2024 |